# Enrique Pintado

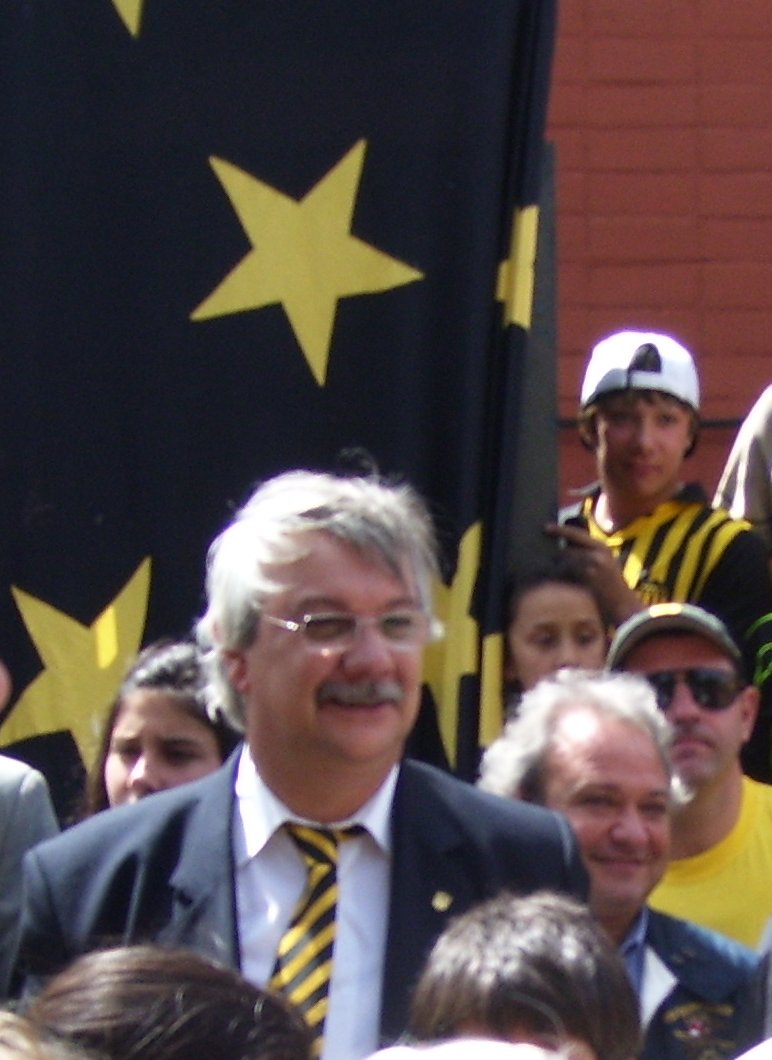
Enrique Pintado (2011)

Enrique Pintado (* 26. Januar 1958 in Montevideo) ist ein uruguayischer Politiker.
Pintado, der der Frente Amplio angehört, sitzt seit der 44. Legislaturperiode und somit seit dem 15. Februar 1995 für das Departamento Montevideo in der Cámara de Representantes. Vom 1. März 2007 bis zum 1. März 2008 hatte er dort das Amt des Kammerpräsidenten inne. Zudem leitet er seit dem 1. März 2010 das Ministerium für Verkehr und öffentliche Bauten.